# 唐鍊
唐鍊（1528年—？），字純之，湖廣常德衛人，官籍，明朝政治人物、進士出身。

## 生平
常德府學生。乙卯科（1555年）湖廣鄉試第八十一名，后參加會試第一百二十二名。嘉靖四十一年（1562年），登進士第三甲第一百八十七名。授宝坻县知县，擢工部主事，管理河道，升工部虞衡司署员外郎主事，隆慶四年（1570年）五月改授云南道监察御史，任巡仓御史，条上漕运事宜。六年（1572年）七月巡按广西，萬曆四年（1576年）巡按應天，五年正月升四川按察司副使。萬曆八年（1580年）闰四月復除河南副使。

## 家族
曾祖父唐叔謙；祖父唐璽；父親唐㫤。母王氏。具庆下。弟唐铸、唐鑛。